# المنطقة الصناعية الرويبة-الرغاية
المنطقة الصناعية الرويبة-الرغاية هي منطقة صناعية مخصصة ومُخطط لها لغرض التنمية الصناعية في ولاية الجزائر.

## المواصفات
يبلغ طول «المنطقة الصناعية الرويبة-الرغاية» ما مقداره 5,6 كلم ما بين بلديتي الرويبة والرغاية · .

## المصانع

### الشركة الوطنية للعربات الصناعية
تم إنشاء «سوناكوم» (الجمعية الوطنية للهندسة الميكانيكية) (بالفرنسية: SONACOME)‏ بمقتضى المرسوم التنفيذي رقم 67-150 الصادربتاريخ 8 سبتمبر 1967م بهدف تشغيل وإدارة الأعمال وآلات البناء في القطاع العام، وكان نموذج تنظيمها يحوي 10 فروع للسيارات الصناعية (بالفرنسية: SNVI DVI)‏.
أنتجت شركة «سوناكوم» آنذاك سيارة طرق وعرة مخصصة لرالي داكار وفازت بالصفقة سنة 1979م.
ورثت «سوناكوم» عتاد وتقنية شركة «بيرليي» (بالفرنسية: Berliet)‏ بعد الاستقلال الوطني في العام 1962م.
وينتج هذا المصنع في الرويبة العديد من العربات، منها: شاحنة الفئة K، شاحنة الفئة B، شاحنة الفئة C، شاحنة الفئة M، شاحنة مقطورة TB، فان مدرع 18L4، حافلة صغيرة 25L4، حافلة 49V8 و 49V8F و 49L6، وحافلة سفير.

### الشركة الوطنية للأشغال البترولية الكبرى
تُعتبر «الشركة الوطنية للأشغال البترولية الكبرى» ((بالفرنسية: Entreprise nationale des grands travaux pétroliers)‏) في الرويبة فرعا من فروع سوناطراك.
وتختص هذه الشركة في مجال الدراسات وبناء المنشآت الصناعية الموجهة لإنتاج، تحويل، نقل وتوزيع المحروقات.

### المتوسطية للأشغال البحرية
تقوم شركة «المتوسطية للأشغال البحرية» أو «ميديترام» (بالفرنسية: Meditram)‏ في الرويبة بإنجاز الأشغال البحرية والمائية والنهرية.
كما تقوم بالإنشاءات المعمارية في البناء والتهيئة.

### المؤسسة الوطنية للغازات الصناعية
تقوم «المؤسسة الوطنية للغازات الصناعية» (بالفرنسية: Entreprise nationale des gaz industriels)‏ في الرغاية أين تنتج العديد من أنواع الغازات الصناعية.
وقام المجمع الصناعي الألماني ليند ((بالفرنسية: Linde)‏) بشراء هذه المؤسسة الوطنية في الرغاية خلال سنوات 2000م.
وينتج هذا المصنع العديد من أنواع الغازات الطبية والصناعية.

### مشروبات الرويبة
يقع مصنع مشروبات الرويبة ((بالفرنسية: NCA Rouiba)‏) في الرويبة أين ينتج العديد من أنواع العصائر والمشروبات وكوكتيل الفاكهة ورحيق الفاكهة.
تم إنشاء هذه الشركة في العام 1966م لإنتاج وتعليب معجون الطماطم وهريسة الفليفلة الحارة والمربى.

### المؤسسة الوطنية لإنجاز أشغال الري
تقع «المؤسسة الوطنية للإنجاز العام لأشغال الري» (بالفرنسية: Entreprise Nationale des Aménagements Hydrauliques - ERGTHY)‏ أو «هيدرو أميناجمنت» (بالفرنسية: Hydro Aménagement)‏ في الرويبة.

### المؤسسة الوطنية للمراقبة التقنية للسيارات
يقع مقر «المؤسسة الوطنية للمراقبة التقنية للسيارات» (بالفرنسية: Etablissement National de Contrôle Technique Automobile - ENACTA)‏ في الرويبة.

## محطات النقل
تضم شبكة النقل بالسكك الحديدية في ولاية الجزائر العديد من المحطات:
- محطة الرويبة.
- محطة الرويبة الصناعية.
- محطة الرغاية الصناعية.
- محطة الرغاية.

## الطرق
- الطريق الوطني رقم 5
- الطريق الوطني رقم 11

## مكتبة الصور

مشروبات الرويبة[6]
الشركة الوطنية للعربات الصناعية
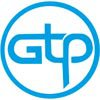
الشركة الوطنية للأشغال البترولية الكبرى
مصنع ليند[9]

### مواضيع ذات صلة
- ولاية الجزائر
- اقتصاد الجزائر
- قائمة شركات جزائرية

### فيديوهات
- محطة قطار الرغاية الصناعية على يوتيوب

### وصلات خارجية
- الموقع الرسمي لوزارة الصناعة والمناجم الجزائرية
- الموقع الرسمي للشركة الوطنية للنقل بالسكك الحديدية